# Lagnasco
Lagnasco (piemontiul: Lagnasch) település Olaszországban, Piemont régióban, Cuneo megyében. Lakosainak száma 1370 fő (2023. január 1.). Lagnasco Manta, Saluzzo, Savigliano, Scarnafigi és Verzuolo községekkel határos.

## Népesség
A település lakossága az elmúlt években az alábbi módon változott:
| Lakosok száma | 1457 | 1447 | 1370 |
|               | 2017 | 2018 | 2023 |